# Isthme de Yanakie
L'isthme de Yanakie est un isthme de sable qui relie le promontoire de Wilson au reste du continent australien.